# Österskogen
Österskogen är en tätortsnära skog öster om Boxholm i Boxholms kommun i Östergötlands län. Området omfattar omkring 65 hektar blandskog med preparerade motionsspår, discgolfbana och en utsiktsplats över Sommen. Österskogen nyttjas året runt för löpning, längdskidåkning och lokala orienterings‑ och terränglopp.

## Historia
Österskogen omnämns i kommunala protokoll från 1954, då Boxholms köping köpte marken av Boxholms AB för att anlägga ett elljusspår och en mindre skidbacke. Elljusspåret på 2,5 kilometer invigdes året därpå av längdåkaren Sixten Jernberg.

## Anläggningar
- Motionsspår – 1,3 kilometer, 2,5 kilometer (elljus), 5 kilometer och 10 kilometer. Under vintertid pistar Boxholms IF skidspår på 2,5 kilometerslingan.[3]
- Östgötaleden – Etappen Boxholm–Malexander (18 kilometer) passerar genom Österskogen via utsiktsplatsen ”Toppen”.[4]
- Grillplats & vindskydd – Kommunal rastplats på höjden 192 meter över havet.

## Historiska torp
Österskogen rymmer lämningar efter ett flertal torp och backstugor som beboddes av kolare och småbrukare under 1800‑talet. Ekeby hembygds- och fornminnesförening har dokumenterat minst åtta torp inom skogsområdet, bland annat Kråketorp, Sandstugan, Lilla Österbacken och Långkärr. På flera platser syns fortfarande grundstenar, odlingsrösen och övergivna fruktträdgårdar, och en kulturstig med skyltar planeras av hembygdsföreningen i samarbete med kommunen.

## Hälsokällan
I skogens sydvästra kant finns en naturlig källa som sedan början av 1900‑talet kallas Hälsokällan. Enligt lokal tradition upptäcktes den 1902 av smeden Anders Lager, som menade att vattnet lindrade magbesvär. Under 1930‑talet byggde Boxholms AB sittplatser och en skylt vid källan som lockade söndagsflanörer. Våren 2025 hamnade källan i fokus sedan energibolaget Boxpower AB ansökt om att anlägga en 20 hektar stor solcellspark på åkermarken intill skogen. Lokala föreningar, däribland Ekeby hembygdsförening, har vädjat till Boxholms kommunen att flytta parken eller göra källan till biotopskydd.
En länsomfattande inventering av offer- och hälsokällor i Östergötlands län från 1997 beskriver Hälsokällan i Österskogen som en svagt järnhaltig "hälsokälla" (klass II) med en temperatur på cirka 6 °C året runt. Rapporten noterar att vattnet traditionellt druckits mot "inre krämpor" och att källan ännu på 1950‑talet besöktes av bruksarbetare på Midsommardagen.

## Naturvärden
Österskogen domineras av tall och gran men innehåller även intermediate lövskogspartier med asp och björk. 2022 inventerades området av Naturskyddsföreningen som noterade signalarterna koralltaggsvamp och lunglav.

## Evenemang
Sedan 2016 arrangerar Boxholms IF terrängloppet Boxholm Trail med start och mål i Österskogen. Under sportlovet anordnas varje år Österskogsspelen i längdskidåkning för barn och ungdomar.

## Förvaltning
Området ägs av Boxholms kommun men daglig skötsel av motionsspår och skidspår utförs av ideella krafter i Boxholms IF. Kommunen antog 2021 en skogsvårdsplan som syftar till att behålla tallsandbiotoper och gynna blandskog.

## Unika kännetecken
Österskogen skiljer sig från många andra tätortsnära skogsområden i Östergötland genom flera särdrag:
- Tätortsnära vildmark – endast 500 meter gångavstånd från Boxholms centrum men ändå 65 ha sammanhängande skogsmark utan bilvägar.
- Rik signalartefauna – fynd av bland annat Hericium coralloides (koralltaggsvamp) och lunglav gör området till ett av länets viktigaste lövskogsrefugier.[13]
- Multifunktionellt motionsnav – här samexisterar elljusspår, längdskidspår, trail‑lopp och en discgolfpark på samma mark, vilket är unikt i länet enligt Region Östergötlands friluftsinventering 2023.[14]
- ”Toppen” – Boxholms närmaste utsiktsplats – en 192 meter hög sandrygg med fri vy över Sommens vikar; utsiktsplatsen är en av få i kommunen som nås via tillgänglighetsanpassad ramp.[15]